# 9-й полк морської піхоти (Франція)
9-й полк морської піхоти (фр. 9e régiment d'infanterie de marine) — складова Угруповання ЗС Франції у Французькій Гвіані. Підпорядковується Сухопутним військам, серед основних задач — протидія незаконному видобутку золота і охорона Гвіанського космічного центру. За увесь час свого існування (з урахуванням кількох переформатувань і розформувань) ніколи не дислокувався в європейській частині Франції.

## Історія

### Третя республіка
Формування брало участь в придушенні Боксерського повстання в Китаї, Тонкінського повстання у сучасному В'єтнамі та боях з японською імператорською армією у Другій світовій.
Хронологія змін найменувань:
- січень 1888-го: 2-й маршовий полк
- березень 1890-го: 9-й полк морської піхоти
- січень 1901-го: 9-й колоніальний піхотний полк

### Четверта республіка
Ліквідований у 1946 році, відновлений у 1956 в Кабілії (сучасний Алжир). Часто змінював назви, декілька разів був розпущений. Остаточно відновлений 1976 року.

### П'ята республіка
З 2008 року полк залучений до операції «Гарпія» (фр. L’opération Harpie) задля пошуку нелегальних золотошукачів та ділянок видобутку на території Французької Гвіани.
У грудні 2024-го військовослужбовці полку провели спільні навчання з суринамськими спецпризначенцями.

### Символічність прапора
- Alma 1854 — битва на Альмі, Кримська війна
- Palikao 1860 — Палікао, Перша франко-в'єтнамська війна
- Tonkin 1883 — Тонкін, Друга франко-в'єтнамська війна
- Tombouctou 1890 — Тімбукту, Французький Судан
- Tien-tsin 1900 — Тяньцзінь, Боксерське повстання
- Pékin 1900 — Пекін, Боксерське повстання
- Indochine 1939—1945 — Індокитай, Друга світова війна
- AFN 1952—1962 — Французька Північна Африка, Алжирська війна